# Hans Remky

Remky in seinem immunologischen Labor Mitte der 1960er Jahre

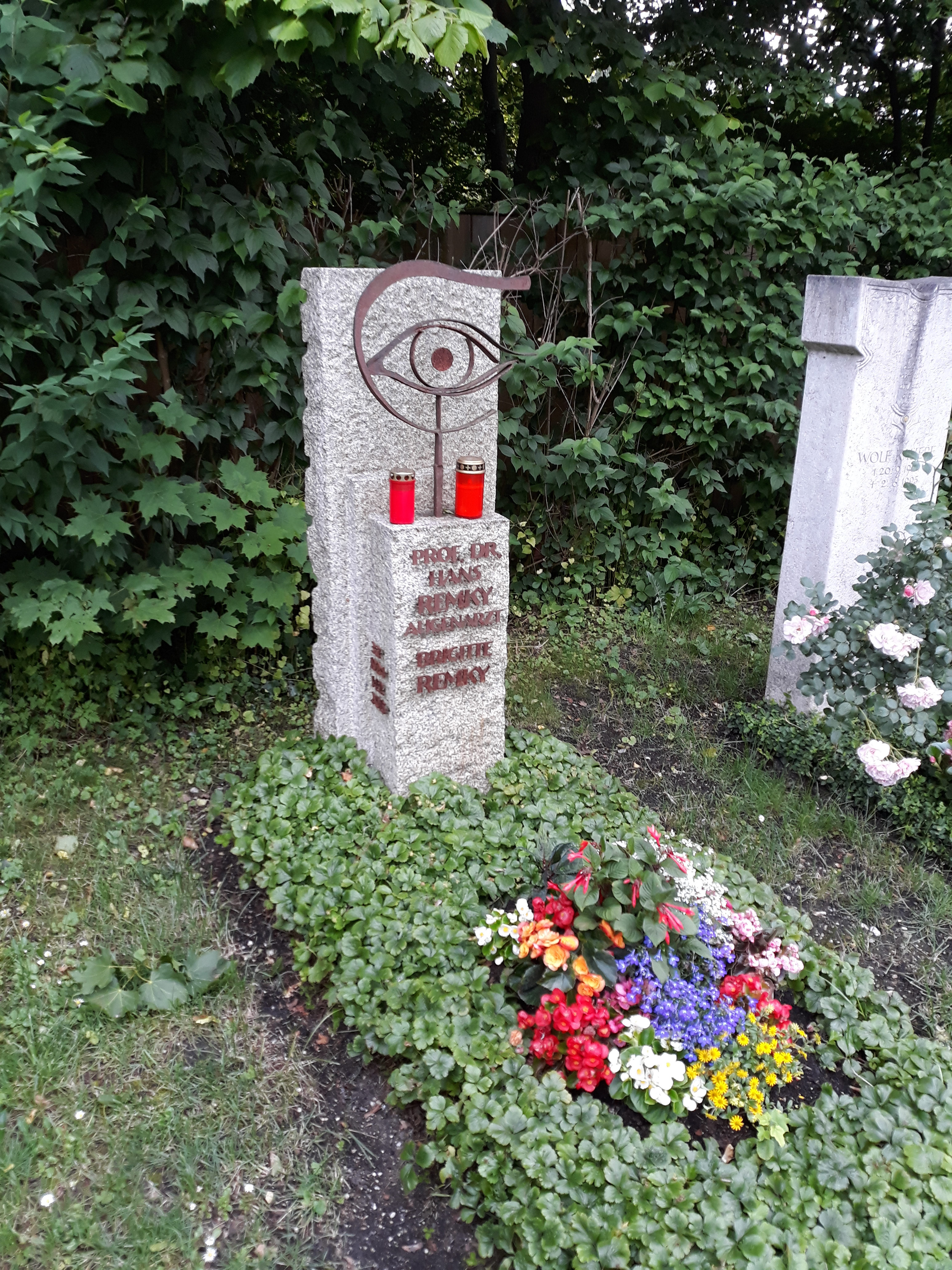
Grab von Hans Remky und seiner Ehefrau Brigitte, geb. Leipert auf dem Nordfriedhof (München) Künstlerische Ausführung: Konrad Oppenrieder

Hans Remky (* 19. August 1921 in Tilsit, Ostpreußen; † 4. Mai 2010 in München) war ein deutscher Augenarzt.

## Werdegang
Remky studierte zwischen 1940 und 1945 an der Militärärztlichen Akademie Berlin (Pépinière) und promovierte 1947 an der Universität Münster unter Wilhelm Tönnis mit einer Arbeit über Subdurale Empyeme nach Schussverletzungen des Gehirns. Von 1946 an war er als Assistent von Erich Zeiss, Alfred Jäger und Wilhelm Rohrschneider an der Universität Münster tätig. Nach Habilitation 1950 folgte er 1953 Rohrschneider an die Augenklinik der Universität München und war unter ihm als Oberarzt tätig. Von 1965 bis 1968 leitete er die Augenklinik kommissarisch. Nach der Ministerialentscheidung, nicht ihn wie von der Medizinischen Fakultät vorgeschlagen, sondern den „wesentlich jüngeren Otto-Erich Lund zum Nachfolger von Rohrschneider zu berufen, verließ Remky die Hochschullaufbahn.“
Er gründete 1970 in Bogenhausen im Arabellahaus eine private Augenklinik, die er bis zu seinem Ruhestand leitete.
Remky war Gründungs- und Ehrenmitglied der Julius-Hirschberg-Gesellschaft.

## Ehrungen
- 1974: Verdienstkreuz am Bande der Bundesrepublik Deutschland
- 1976: Médaille d’Or Paul Chibret
- 1981: Ernst-von-Bergmann-Plakette

## Veröffentlichungen
- Über subdurale Empyeme nach Schussverletzungen des Gehirns. 1947, OCLC 720577306 (Münster, Med. F., Diss. v. 22. Juli 1947).
- Toxoplasmosis, argumenta et documenta ophthalmologica. Deutsch – English – Español – Français. J. F. Lehmann, München 1962, OCLC 500580127.
- Aktuelle ophthalmologische Probleme. 1974, OCLC 163719679.